# Piemontákeri
I piemontákeri o sinti piemontesi, sono una suddivisione dei sinti, stanziata in Piemonte ed in parte minore in Francia, nelle Alpi Marittime, sporadici in Liguria, Lombardia e Lazio, che parlano un romaní diverso da quello tradizionale (anch'esso parlato ugualmente).
Tra i più grandi centri di aggregazione di sinti piemontesi ci sono i capoluoghi piemontesi, Carmagnola, Chivasso, Villafalletto, San Damiano d'Asti, Villafranca Piemonte, Ivrea e oltralpe Grasse (il cui quartiere Plan interamente sinto piemontese) e Saintes-Maries-de-la-Mer.
Sono arrivati dall' India, transitando per l'Europa, in Piemonte all' incirca nel '400, ma la loro presenta è documentata per la prima volta nel 1601, in un bando sabaudo contro di essi.
Praticano i matrimoni per fuga, l'unione viene sancita dalla benedizione dai genitori della coppia.  I figli hanno il cognome materno. I piemontakeri possiedono cognomi perlopiù francesi. Tradizionalmente vengono bruciate le roulotte dei defunti assieme agli effetti personali.
Praticavano storicamente i mestieri di rivenditori di cavalli, riparatori di sedie, circensi e giostrai; mentre le donne le chiromanti o venditrici porta a porta. Dal dopoguerra tali mestieri divennero obsoleti a parte giostrai e circensi, così molti iniziarono a fare i mestieri dei gagè. Prima delle guerre erano  nomadi, si muovevano trainati da cavalli, per gestire il circo da un paese all'altro. Oggi sono confinati nei campi rom.
I sinti piemontesi sono perlopiù di confessione cattolica, ma credono anche in spiriti e forze soprannaturali.
Piatti tipici piemontakeri sono il riccio e preparazioni a base di uova ed interiora di gallina.